# Myasishchev M-44
Myasishchev M-44 è il progetto relativo ad un missile da crociera aviolanciato che venne portato avanti nella seconda metà degli anni cinquanta dall'OKB-23 di Vladimir Michajlovič Mjasiščev. Il missile rimase sulla carta.

## Storia

### Sviluppo
Gli uomini di Mjasiščev iniziarono a lavorare su un missile aria superficie a partire dal 1956. Identificato con la designazione interna di "articolo 44" (M-44), secondo le intenzioni dei suoi ideatori avrebbe dovuto essere impiegato su alcuni velivoli progettati dall'OKB-23. In realtà, pare che il vero progettista della versione definitiva di questo sistema d'arma fosse stato Pavel Vladimirovič Cybin, il cui OKB-256 era stato unificato con quello di Mjasiščev nell'ottobre 1959.
Comunque, il progetto non ebbe seguito e rimase sulla carta.

## Descrizione tecnica
Il Myasishchev M-44 avrebbe dovuto essere un missile di grandi dimensioni, ma comunque più piccolo e con migliori prestazioni del contemporaneo AS-3 Kangaroo. La struttura avrebbe dovuto essere caratterizzata dalla presenza di due ali, con un'apertura alare complessiva di 5,725 m ed una superficie di 18,1 metro quadrato|m2. Il corpo dell'M-44 era invece lungo 14 m, con un diametro di 1,38. Il peso a vuoto previsto era di 6.450 kg, e quello al lancio non superiore agli 11.000. Il lancio avrebbe dovuto essere effettuato alla velocità di 1.800 km/h, da un aereo di progetto Myasishchev. In dettaglio, furono valutati allo scopo gli M-52, M-56K e 3M.
La propulsione avrebbe dovuto essere assicurata da due turbogetti TED P3-45F, da 5.650 kgf. Era previsto che questi spingessero l'M-44 alla velocità di 3.000 km/h su distanze di 2.000 km. La tangenza massima era di 21.000 metri.
Il carico bellico consisteva in una testata 205K Speciale, del peso di 2.300 kg.